# 226 (число)
226 (Дві́сті два́дцять шість) — натуральне число між 225 та 227.
- 226 день в році — 14 серпня (у високосний рік 13 серпня).

## У математиці
- п'ятикутне число
- щасливе число

## В інших галузях
- 226 рік, 226 до н. е.
- В Юнікоді 00E2  16  — код для символу «a» (Latin Small Letter A With Circumflex).
- NGC 226 — галактика в сузір'ї Андромеда.
- 226 Верінгія — астероїд, що був відкритий Йоганном Палізою 19 липня 1882.
- Іскра 226 — радянський персональний комп'ютер.
- Ка-226 — багатоцільовий вертоліт, який був розроблений на ОКБ Камов.
- Маз-226 — приміський автобус Мінського автомобільного заводу, що був створений на базі МАЗ-206.